# Возрождённое Хантавади
Возрождённое Хантавади (бирм. ဟံသာဝတီ ပဲခူး တိုင်းပြည်) — государство, существовавшее в Мьянме в середине XVIII века.

## История
В первой половине XVIII века начался упадок мьянманского государства династии Таунгу с центром в городе Ава. В 1740 году моны убили мьянманского губернатора Пегу и объявили о восстановлении монского государства Хантавади, правителем которого стал монах Смимтхо Буддакетти. Армия монов, уничтожая мьянманские гарнизоны, стала продвигаться на север вверх по Иравади.
В 1747 году власть в Пегу захватил Бинья Дала, пообещавший возродить былую славу монского государства. Он объединил силы монов своей армии с шанами и монами, поселёнными около столицы, и весной 1752 года захватил Аву. Мьянманский правитель Махадхаммараза Дипади с семьёй был захвачен в плен и увезён в Пегу. Монская армия покинула центральную Мьянму, полагая, что с мьянманской империей покончено.
Однако вскоре уже мьянманцы поднялись на борьбу с монской властью. В 1753 году правитель округа Моксобо Маун Аун Зея, поднявший восстание, провозгласил себя правителем Мьянмы. Он разгромил шанов и в конце 1753 года взял Аву, а в 1754 году двинулся на юг. В начале 1755 года он разбил монскую армию под Пьи, а в феврале полностью освободил территорию, населённую мьянманцами. Затем моны были изгнаны из Дагона в дельте Иравади. В июле 1756 года был захвачен главный монский порт Сириам, а в 1757 году была захвачена и разрушена столица монов город Пегу.